# Teodor Stanevici
Teodor Stanevici (în rusă Федор Станевичь; n. 1866, Chișinău, gubernia Basarabia, Imperiul Rus – d. secolul al XX-lea) a fost un judecător țarist și politician moldovean, membru al Sfatului Țării al Republicii Democratice Moldovenești.

## Sfatul Țării
Fiind rus de naționalitate, a fost unul din membrii Sfatului Țării care a absentat de la sesiunea din 27 martie 1918 care a votat Unirea Basarabiei cu România. 

## Galerie de imagini

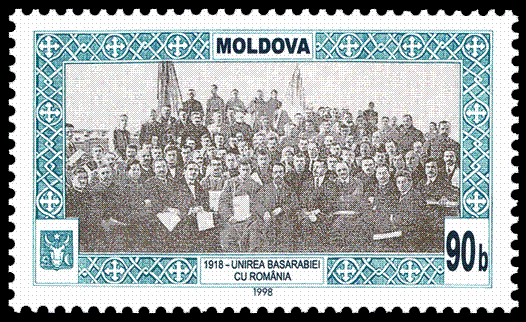
Membrii Sfatului Țării pe un timbru moldovenesc din 1998.